# Robert Dundas, 2:e viscount Melville
Robert Saunders Dundas, 2:e viscount Melville, född den 14 mars 1771, död den 10 juni 1851, var en brittisk politiker, son till Henry Dundas, 1:e viscount Melville, far till Richard Saunders Dundas.
Melville blev 1794 underhusledamot och gjorde sina politiska lärospån som faderns privatsekreterare. Åren 1807 och 1809 var han president i Board of control (i Portlands och Percevals ministärer), 1809 en kortare tid (mars-oktober) under Portland sekreterare för Irland och satt 1812-27 som förste amiralitetslord (sjöminister) i lord Liverpools ministär. Han avgick, då Canning blev premiärminister, men var 1828-30, under Wellington, ånyo sjöminister. Som sådan uppmuntrade han särskilt den arktiska forskningen, varför Melvilles sund uppkallades efter honom.